# كنيسة القديسين سرجيوس وباخوس (أبو سرجة)
كنيسة أبى سرجة الأثرية أو كنيسة الشهيدين سرجيوس وواخس هي الكنيسة الأثرية المشيدة فوق المكان الذي أقامت فيه العائلة المقدسة أثناء رحلة الهروب وبها مغارة الهروب عند الهيكل. وموقعها الحالي هو ما يعرف باسم مجمع الأديان بالقاهرة القديمة، داخل حصن بابليون بالقرب من بنى عذرا اليهودى (بينه وبين كنيسة بربارة).

## الوصف
المسقط الافقى: على الطراز البازليكى المعتاد مستطيل شكل بطول 27م عرض 17م وهوة صحن رئيسى. يبلغ ارتفاع الكنيسة ككل حوالي 15م من الداخل الصحن الرئيسي دور واحد بالارتفاع كله أما المماشي الجانبية فمكونة من طابقين. المدخل الرئيسي للكنسية يقع بالناحية الشمالية الغربية ولكنه غير مستخدم والمداخل الثانوية غير مستخدمة أيضا ولكن المستخدم الآن هو مدخل في آخر في آخر الحائط الغربي.

## الكنيسة
الكنيسة مكرسة لسرجيوس وباخوس، اللذين استشهدا خلال القرن الرابع في سوريا على يد الإمبراطور الروماني ماكسيميان. الميزة الأكثر إثارة للاهتمام هي القبو حيث يقال إن مريم ويوسف والطفل يسوع قد استراحوا. يبلغ عمق القبو 10 أمتار، وعندما ترتفع مستويات النيل، غالبًا ما تغمره المياه.
تم بناء الكنيسة في القرن الرابع وربما تم الانتهاء منها خلال القرن الخامس. تم حرقه أثناء حريق الفسطاط في عهد مروان الثاني حوالي 750. ثم تم ترميمه خلال القرن الثامن، وأعيد بناؤه وترميمه باستمرار منذ العصور الوسطى؛ ومع ذلك، لا يزال يعتبر نموذجًا للكنائس القبطية المبكرة. مرة أخرى، توجد أثمن وأقدم الأيقونات على الجدار الجنوبي. قاعة مركزية واسعة مقسمة إلى ثلاث بلاطات بصفين من الأعمدة.

## البابا كريستودولوس
بحلول القرن الحادي عشر الميلادي، تم نقل مقر بابا الإسكندرية الأقباط الأرثوذكس، ومقره تاريخياً في الإسكندرية، مصر إلى القاهرة حيث انتقلت السلطات الحاكمة من الإسكندرية إلى القاهرة بعد الغزو العربي لمصر وأثناء فترة حكم البابا كريستودولوس في القاهرة. أصبح المقر الثابت والرسمي للبابا القبطي بالكنيسة المعلقة بالقاهرة عام 1047.

## معرض صور

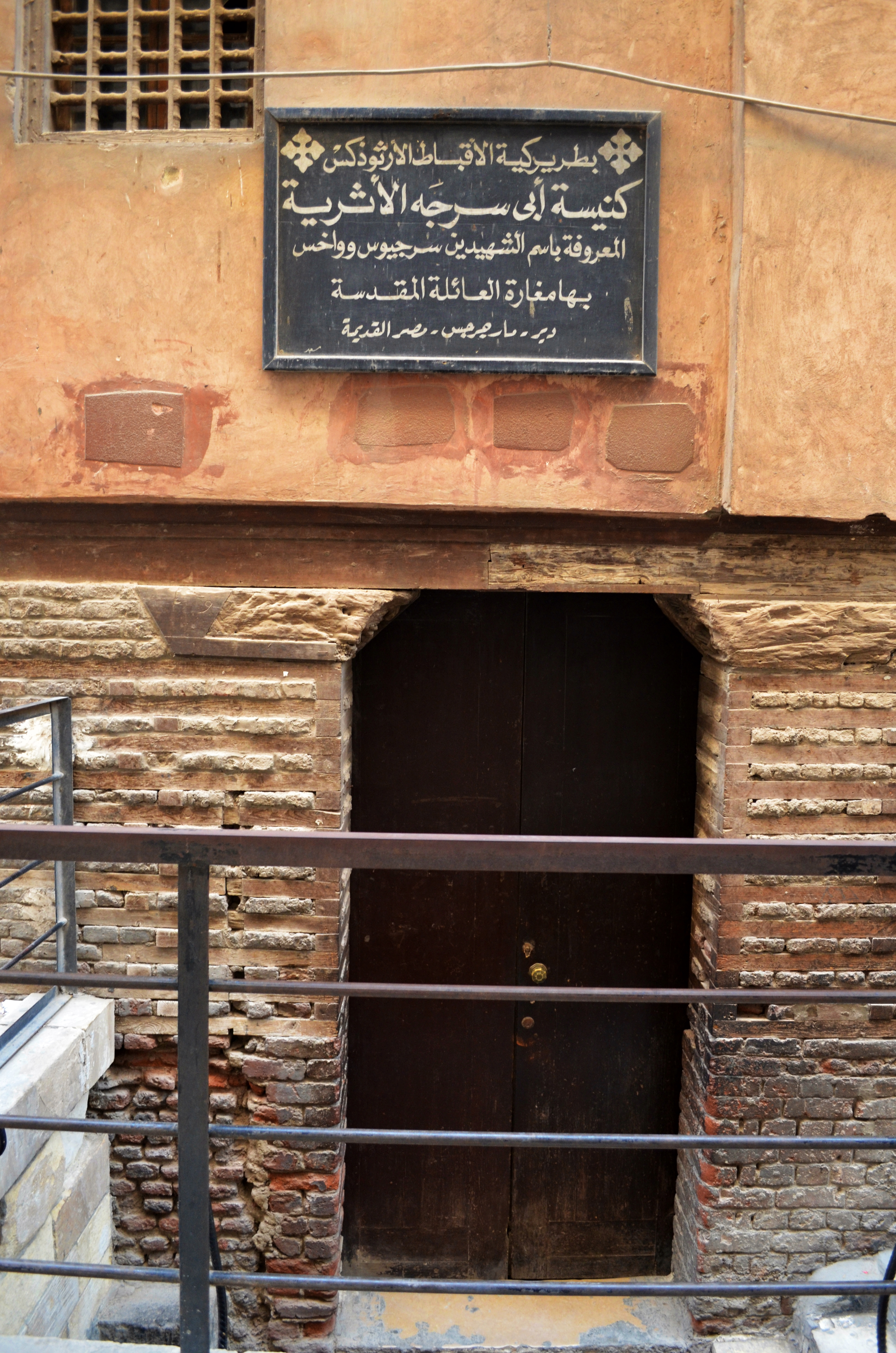
مدخل الكنيسة
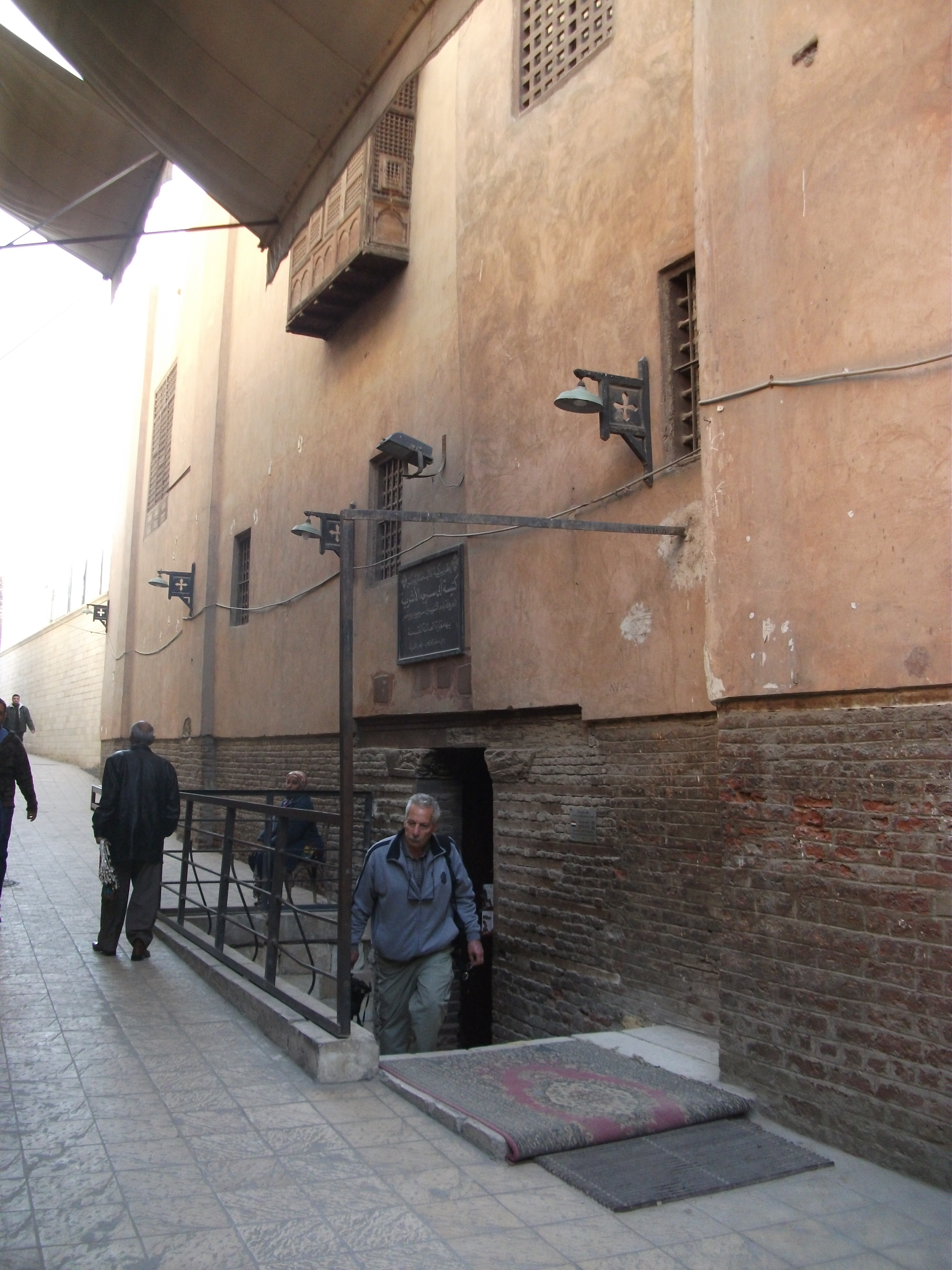
مدخل كنيسة أبي سرجة
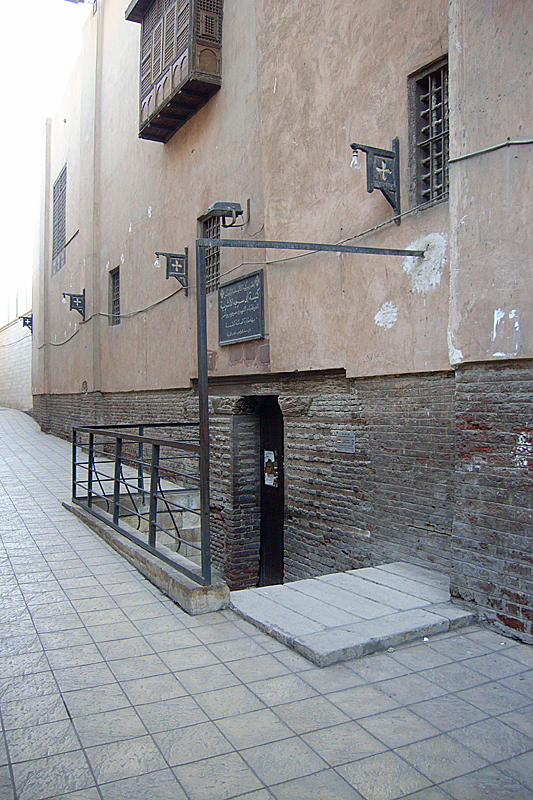
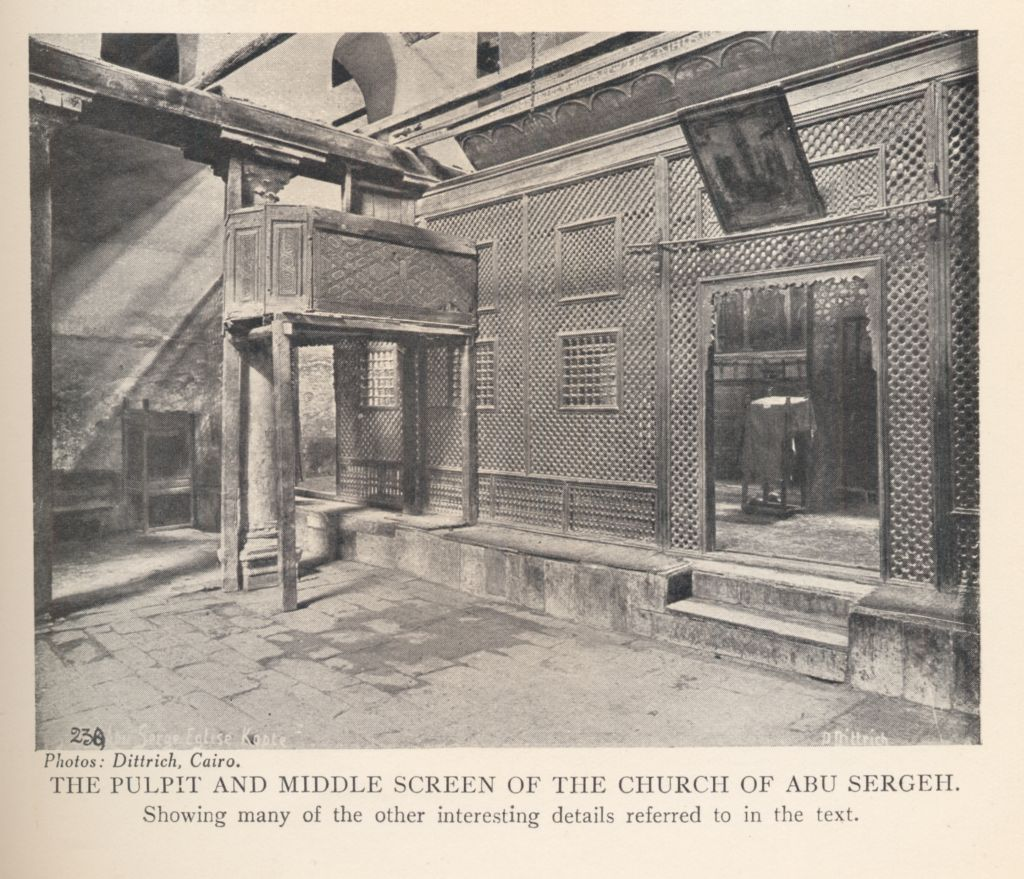
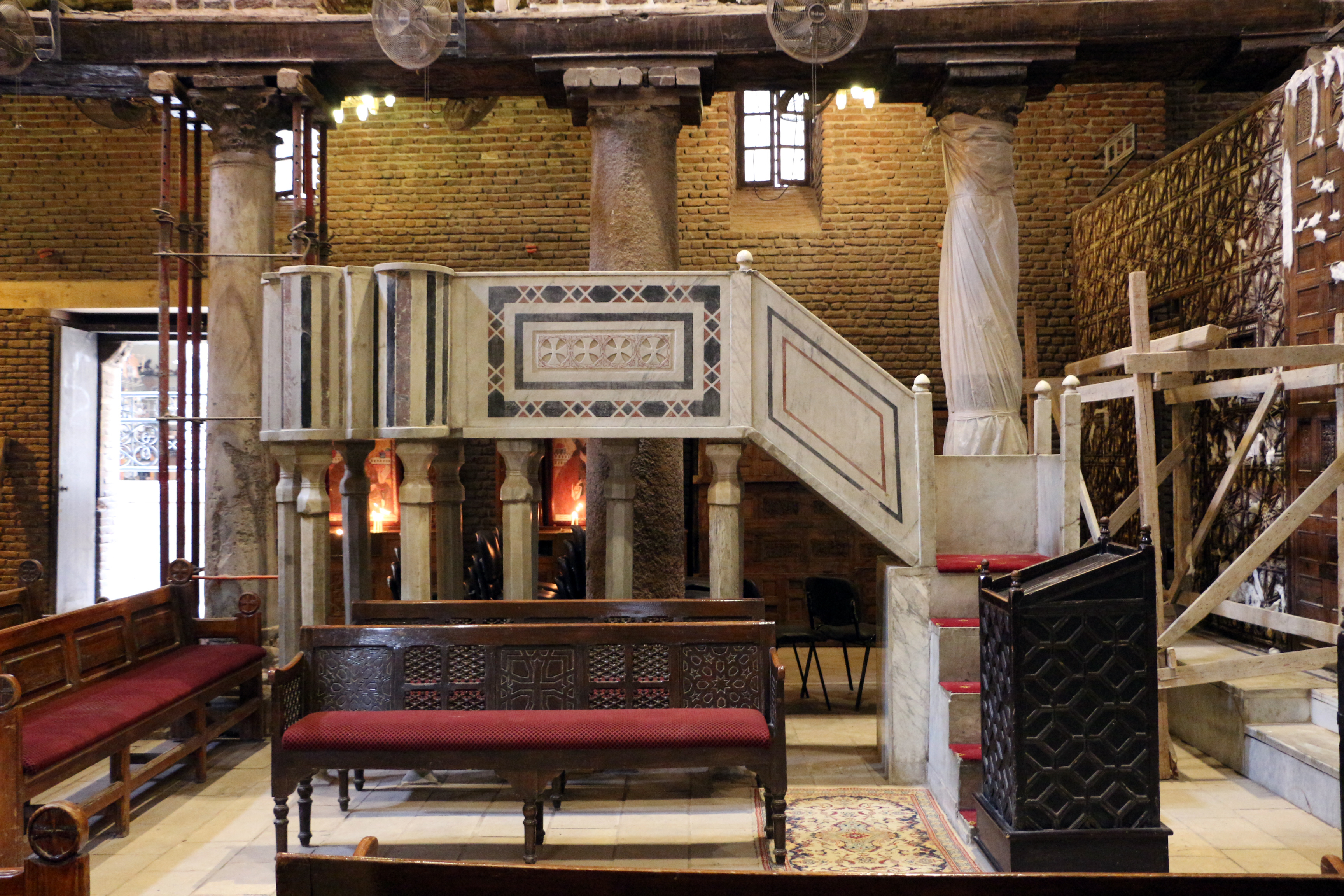
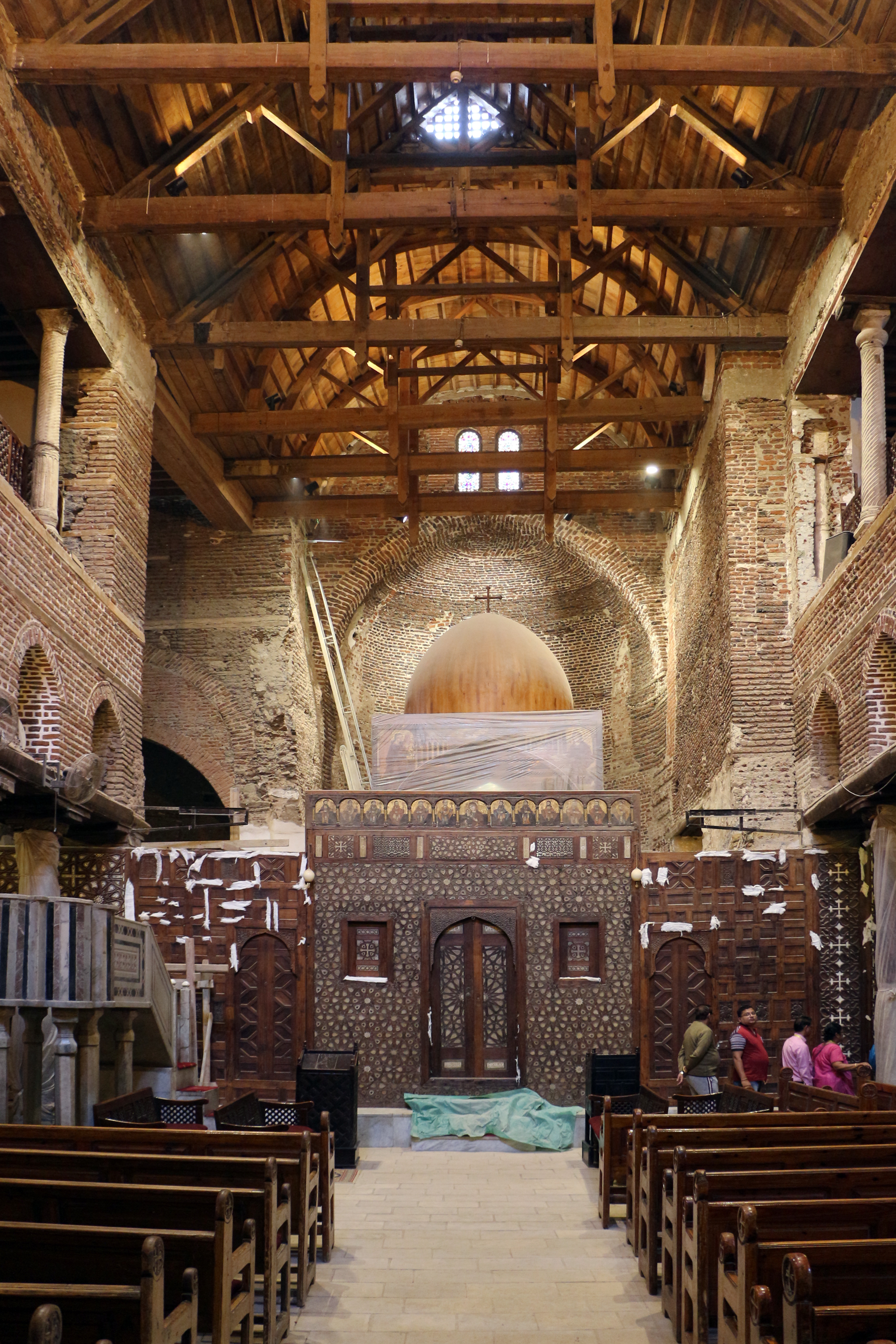
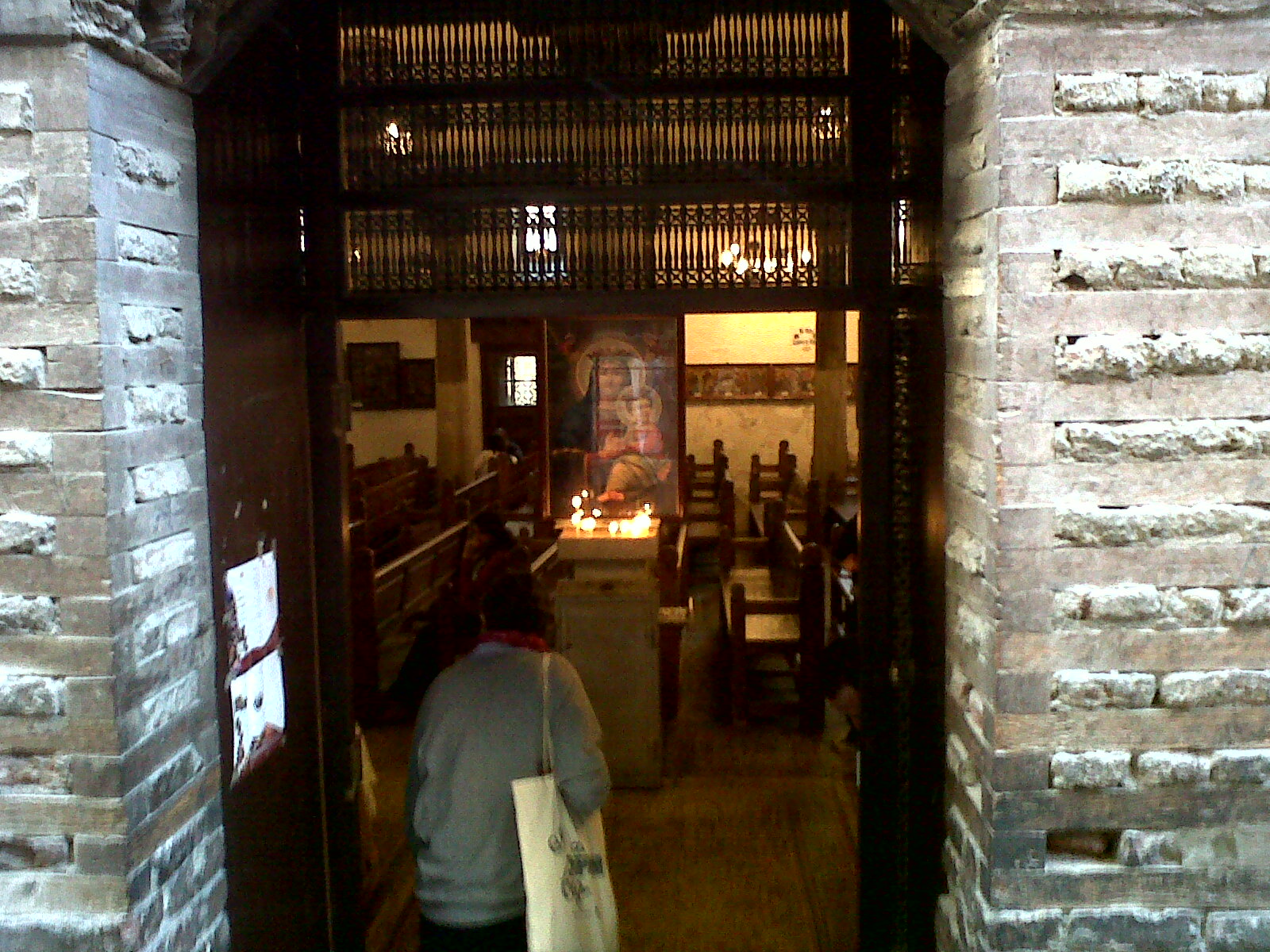
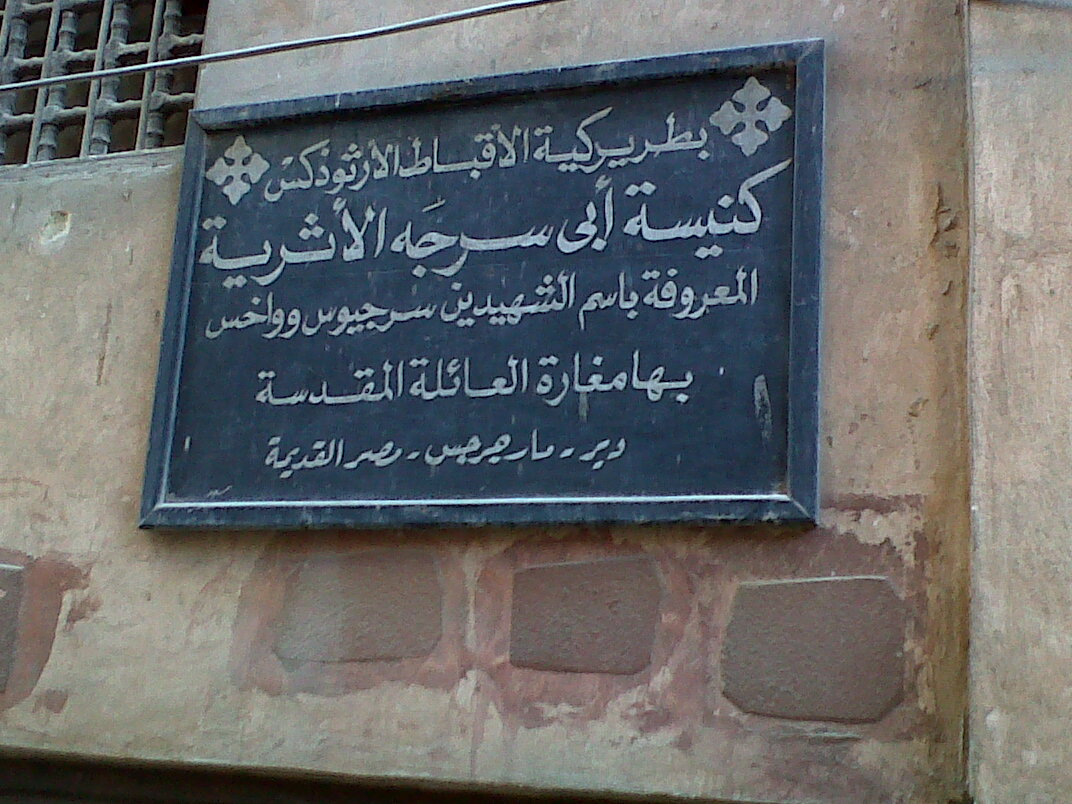
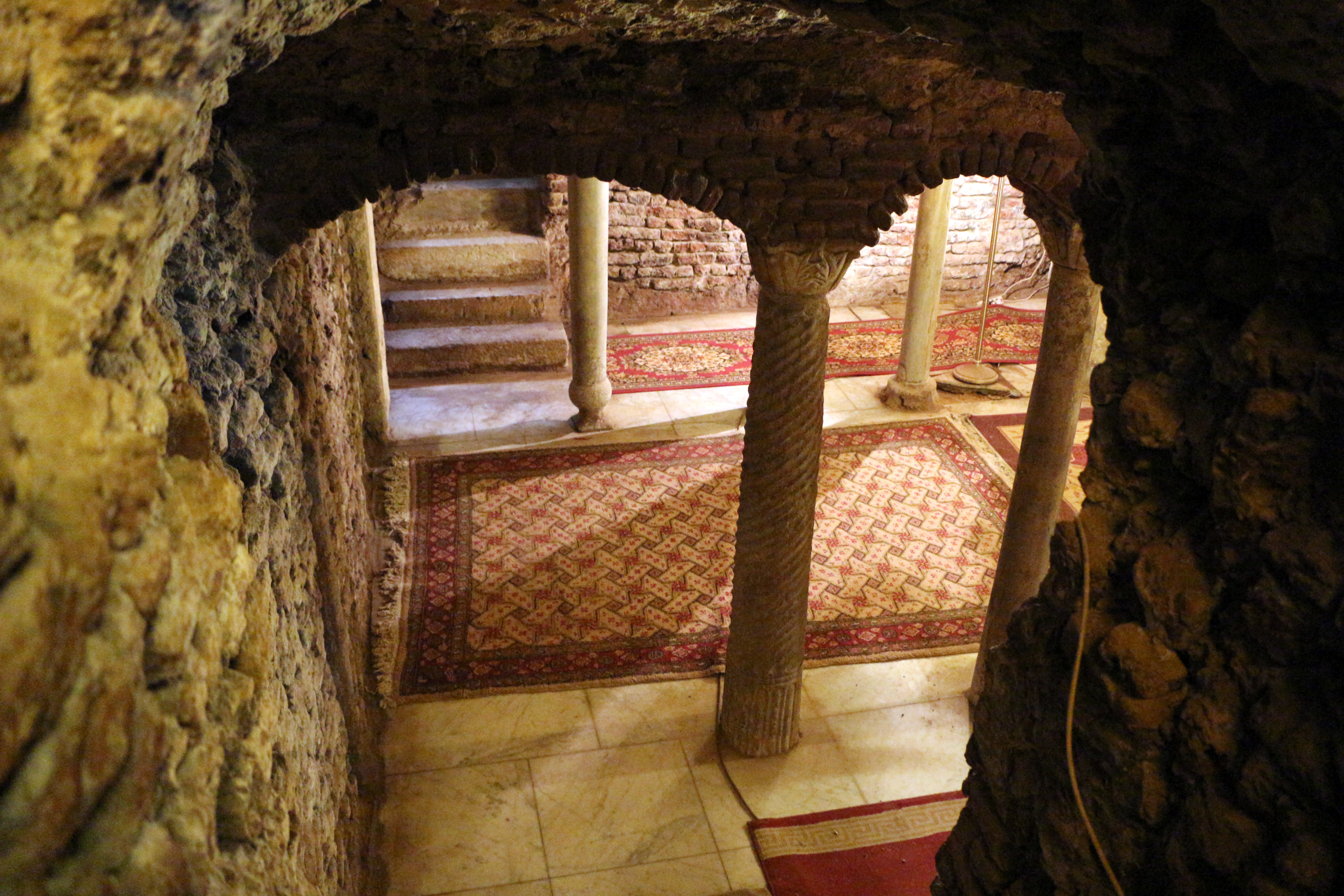
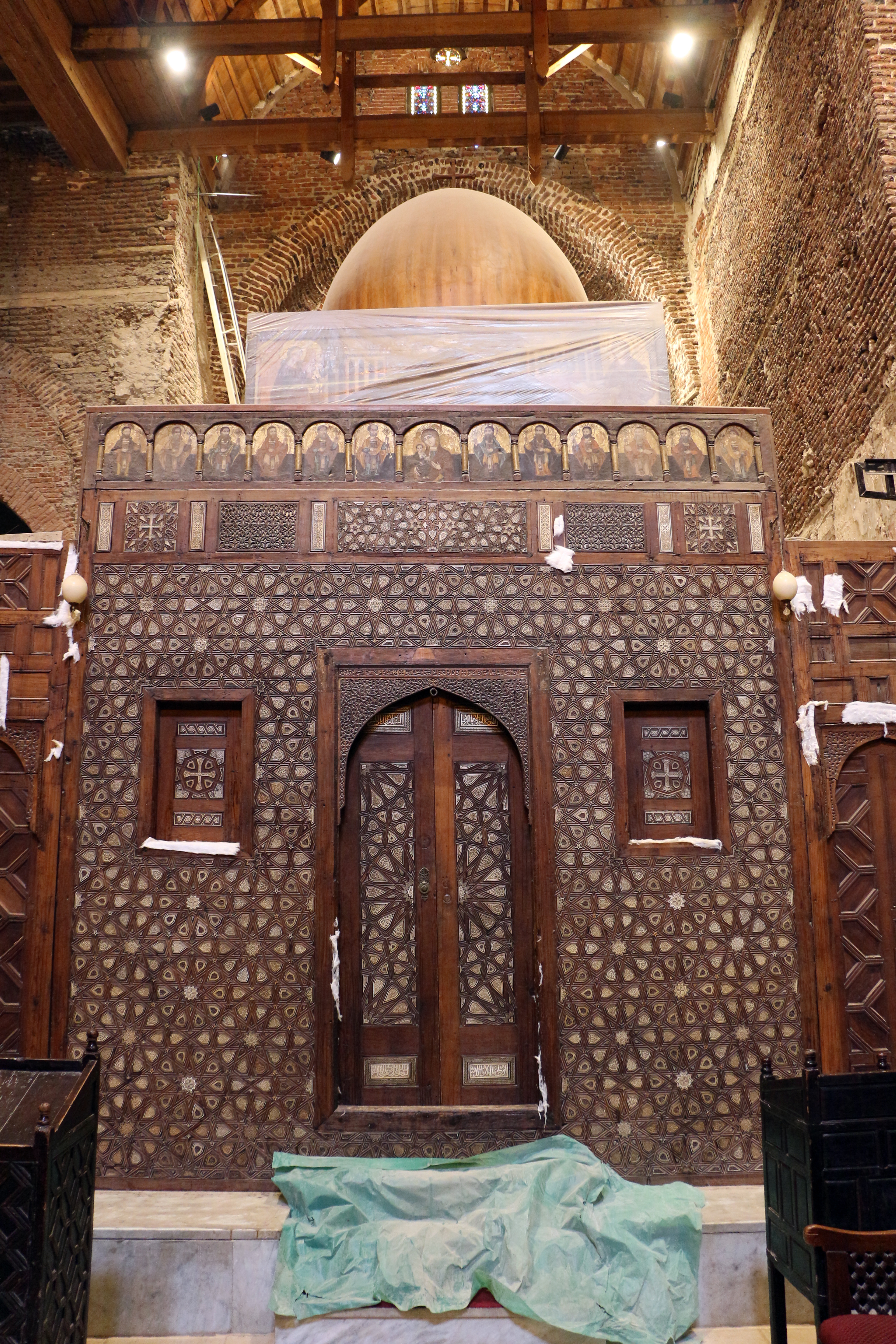
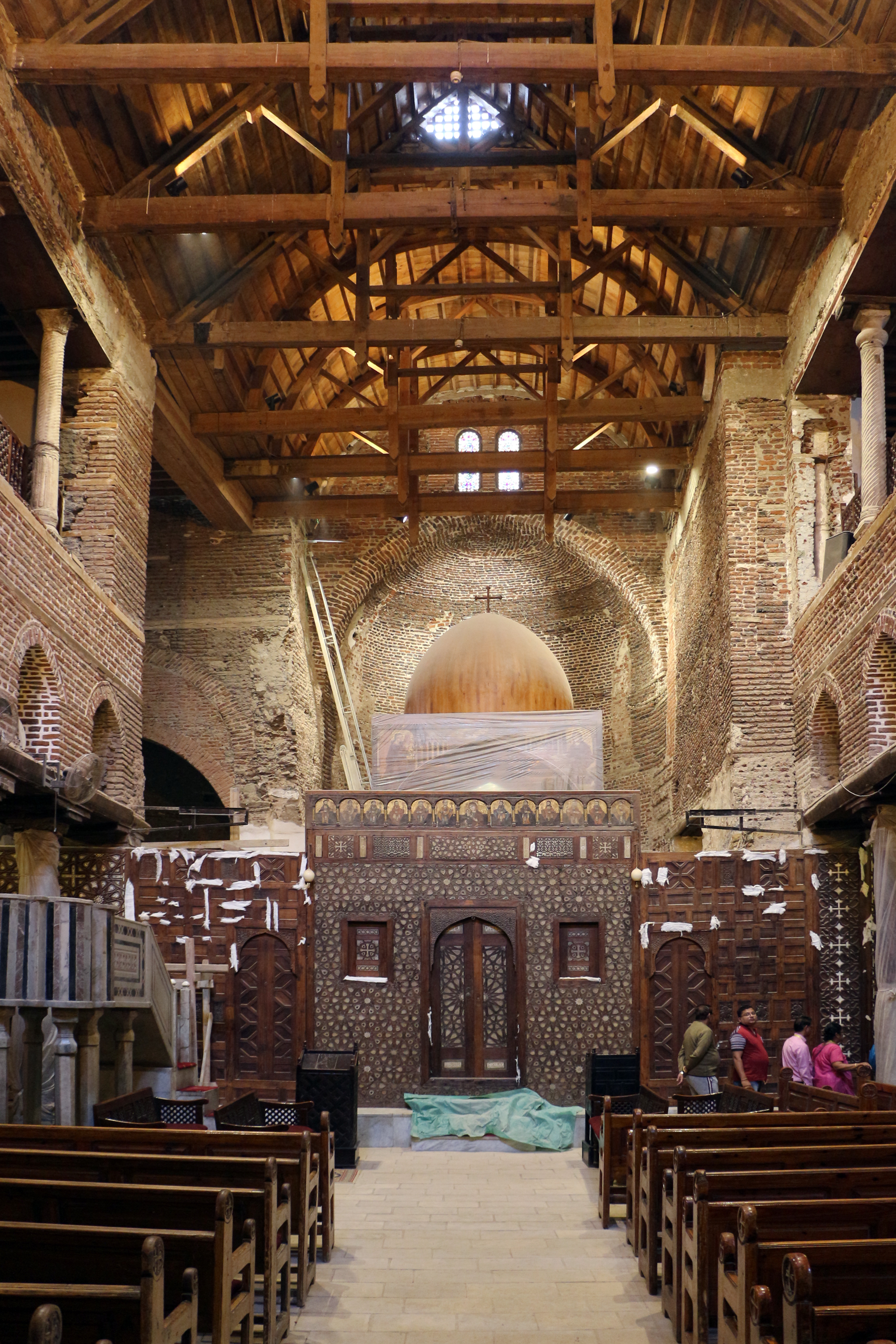
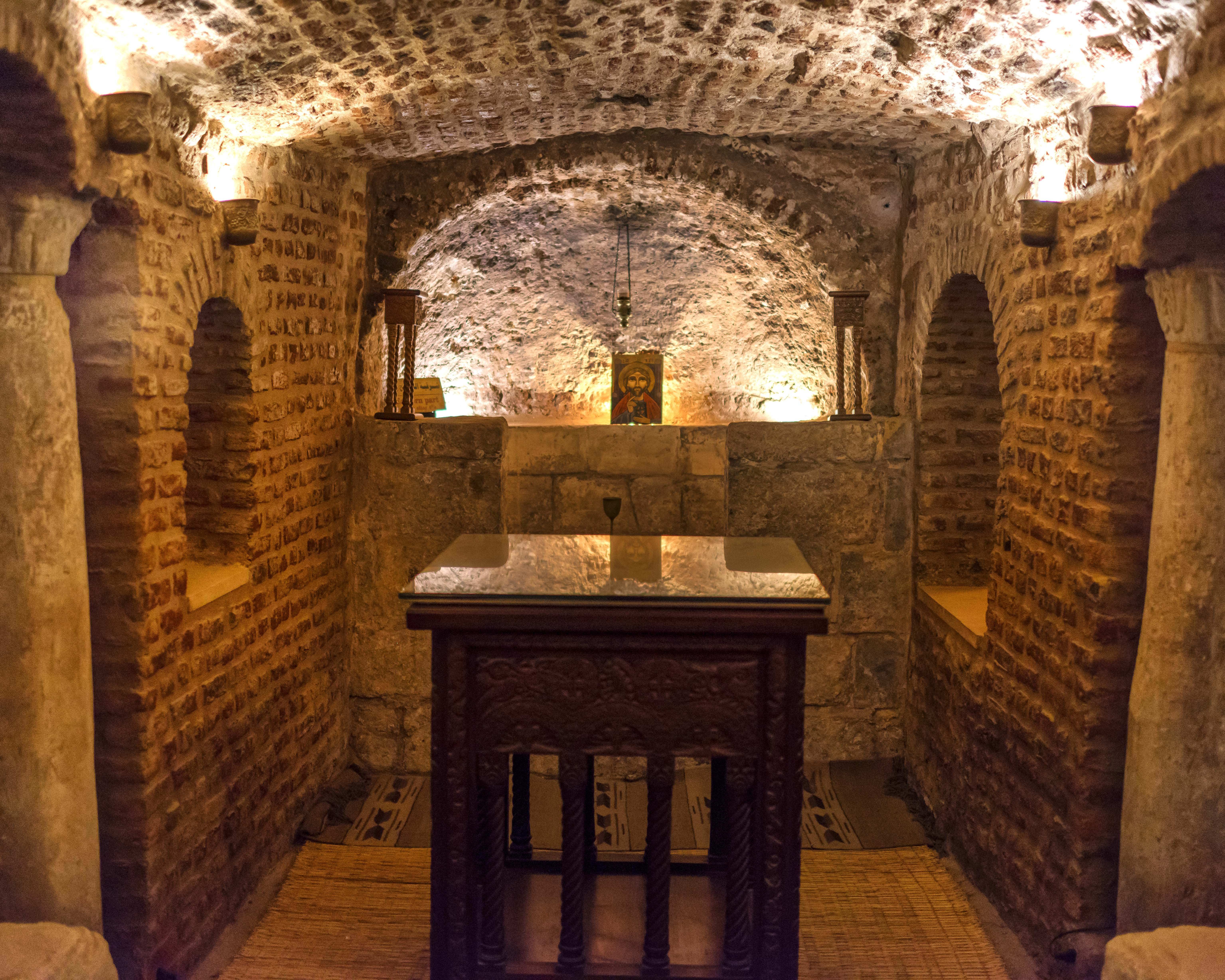
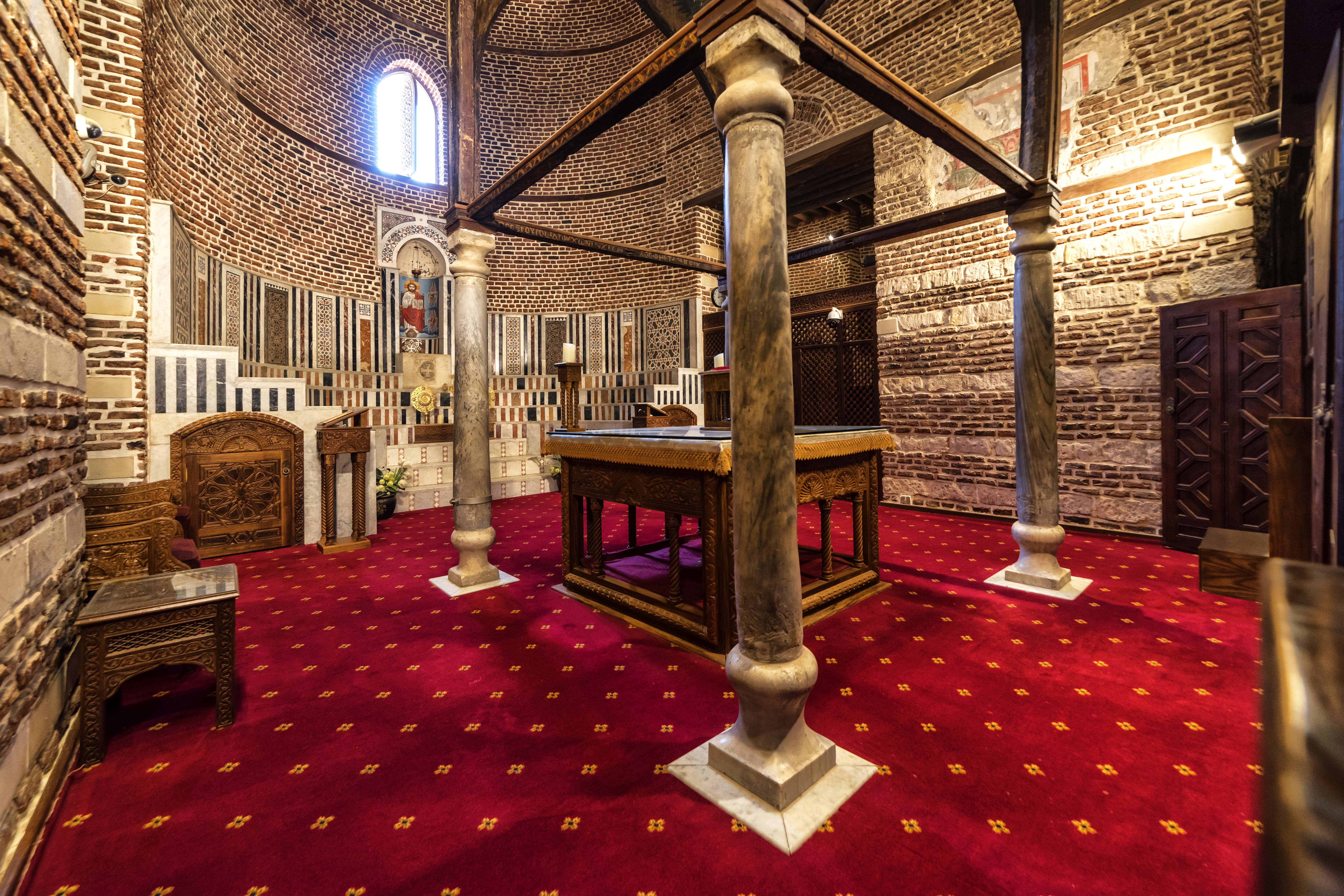

## وصلات خارجية
- فيديو عن كنيسة القديس سرجيوس وزيارة العائلة المقدسة